# Попович, Сергей Алексеевич
Сергей Алексеевич Попович (23 сентября 1960, Горловка) — советский и украинский футболист и игрок в мини-футбол, защитник.

## Биография
В юношеском возрасте выступал в дубле донецкого «Шахтёра». В 1979 году был призван в армию, службу проходил в киевском СКА. В составе армейского клуба в 1980 году одержал победу в зональном турнире второй лиги и стал чемпионом Украинской ССР.
В 1981 году вернулся в «Шахтёр», но выступал преимущественно за дубль. В основном составе клуба дебютировал в высшей лиге 23 июля 1982 года в матче против «Днепра». В июле-сентябре 1982 года сыграл 7 матчей, из которых 6 провёл полностью, но затем потерял место в основе. После почти годичного перерыва сыграл свой последний матч за основу «горняков» в чемпионате страны в июле 1983 года против «Нистру». В 1984 году вышел на замену в одном из двух матчей Кубка сезона, в этом турнире «Шахтёр» одержал победу. До 1985 года продолжал числиться в составе донецкого клуба, но играл в этот период только за дубль.
Сезон 1986 года провёл во второй лиге за «Прикарпатье», а в 1987—1988 годах играл за «Шахтёр» (Горловка).
С 1989 года выступал в соревнованиях коллективов физкультуры СССР и Украины за команду «Шахтёр» (Снежное). В конце карьеры выступал в мини-футболе за «Донбасс-Инспорт» (Донецк).
После окончания спортивной карьеры работал на фабрике в Германии.